# 週刊ますだスポーツ
週刊ますだスポーツ（しゅうかんますだスポーツ）は、MBSラジオが2013年度・2014年度のナイターオフ期間（10月 - 翌年3月）に「茶屋町プレミアムナイト」枠で放送したスポーツ情報・バラエティ番組。増田英彦（ますだおかだ）の冠番組でもある。ただし、放送曜日・時間や一部の出演者は、年度によって異なる。
2014年から2018年までは、ナイターイン期間にも『MBSベースボールパーク番外編　月刊ますだスポーツ』（えむびーえすべーすぼーるぱーくばんがいへん　げっかんますだすぽーつ）や『MBSベースボールパーク番外編　号外ますだスポーツ』（えむびーえすべーすぼーるぱーくばんがいへん　ごうがいますだすぽーつ）を不定期で放送していた。当ページでは、このような関連番組についても述べる。

## 概要

### 番組開始までの経緯
MBSラジオでは、2012年度ナイターオフ期間の火 - 金曜日夜間に『with…夜はラジオと決めてます』（以下『夜ラジ』と略記）という長時間の生ワイド番組を編成。自他共に認める阪神タイガース（阪神）ファンの増田をメインパーソナリティに起用した木曜日には、リスナー投稿企画の「タイガース猛虎かるた」をはじめ、プロ野球・スポーツ関連の話題・企画を中心に放送していた。
さらに、2013年度ナイターイン期間中に放送の『MBSタイガースライブ番外編』（日本プロ野球の公式戦が最初から予定されていない場合に放送される特別番組、以下『番外編』と略記）でも、『夜ラジ』木曜日の企画の一部（「タイガース猛虎かるた」など）を継承。同年度のナイターオフ編成で『夜ラジ』の大半の放送枠を「茶屋町プレミアムナイト」という番組レーベルで再編したことを機に、同レーベルの木曜枠（17:54 - 20:50）で『週刊ますだスポーツ』（以下『週刊版』と略記）の放送を開始した。

### 放送枠・出演者の変遷
『夜ラジ』木曜日→『番外編』では、スポーツアナウンサーではない亀井希生（毎日放送アナウンサー）が増田のパートナー、MBSラジオのプロ野球中継（2013年度まで『MBSタイガースライブ』→　2014年度から『MBSベースボールパーク』）にスタジオ担当で出演する豊永真琴がアシスタントとして出演。また、毎日放送の野球解説者が週替わりで登場していた。しかし、『週刊版』の放送開始を機に、『夜ラジ』木曜日のスポーツキャスターだったスポーツアナウンサーの仙田和吉（毎日放送アナウンサー）をパートナーに起用。2013年度には、『MBSタイガースライブ』のスタジオ担当を豊永と分担していた石橋雅子が、「週刊版」のアシスタントを務めた。
2014年度のナイターイン期間には、2013年度『週刊版』からの派生番組として『MBSベースボールパーク番外編 月刊ますだスポーツ』（以下『月刊版』）を放送するとともに、豊永をアシスタントに起用。また、編成上の事情やプロ野球公式戦の日程などの関係で放送日が直前まで決まらないことから、リスナーの投稿企画を「しりとりタイガース」に変更した。
2014年度のナイターオフ期間には、「茶屋町プレミアムナイト」が2部構成へ移行した関係で、水曜日第2部（20:00 - 22:00）の番組として『週刊版』の放送を再開。『月刊版』に続いて豊永がアシスタントを担当するほか、「しりとりタイガース」を引き継いだ。
2015年のナイターイン期間には、『MBSベースボールパーク番外編 号外ますだスポーツ』（以下『号外』）を不定期で放送。2014年度『週刊版』への出演者が続投する一方で、「しりとりタイガース」に替わるリスナー投稿企画として「替えうタイガース」を始めている。

### 放送内容
番組タイトルに「スポーツ」の名を冠していながら、阪神の関係者が毎回電話で出演する「トラトラ生電話」のコーナーなど、『週刊版』『月刊版』『号外』とも阪神関連の話題や企画が大半を占める。「タイガース猛虎かるた」「しりとりタイガース」については、放送後にMBSラジオ公式サイト内のポッドキャストページから、編集済みの音源をインターネット向けに配信している。
投稿したメッセージを放送中に採用されたリスナーには、「withタイガース　らいよんチャンステッカー」（2013年内の『週刊版』のみ番組オリジナルのジェット風船）を進呈する。ただし実際には、阪神以外の球団を応援するリスナーからの投稿も積極的に採用。増田が「増田GM」という名義で阪神の戦力補強に関する私案を放送中に披露する場合には、他球団のファンからの投稿を呼び掛けたうえで、投稿内容の一部や週替わり解説者からの意見を私案に反映させている。
なお『週刊版』では、スポーツ関連の行進曲をBGMやジングルに使っている。放送期間中に使用するメールアドレスについては、公式サイトの末尾文字列（当番組の場合にはmasuda）を文頭に用いたアドレスを設ける「茶屋町プレミアムナイト」枠の他番組と違って、プロ野球中継用のアドレスを流用。加えてtwitterやFacebookに公式のアカウントも設けていないため、リスナーからの投稿やメッセージは電子メール・ハガキ・FAXで受け付けている。

### 番組の再編へ
MBSラジオでは、2015年度のナイターオフ編成で、『with Tigers MBSベースボールパーク みんなでホームイン!』を月曜日以外の曜日の夕方から夜間に放送。「茶屋町プレミアムナイト」のようなレーベル方式から、前述の曜日に放送する番組を統一する方式に戻した関係で、編成上は当番組のレギュラー放送を2014年度で終了した。
ただし、同年度の『週刊版』および2015年の『号外』へ出演してきた増田・仙田・豊永は、いずれも『みんなでホームイン!』の火曜日（2015年10月8日 - 2016年3月22日放送）で続投。『号外』までレギュラーを固定していなかった毎日放送の野球解説者を安藤統男に固定する一方で、後述する『号外』でのリスナー投稿企画を引き続き実施していた。
なお、2016年度のナイターイン編成では、前述の『番外編』を『MBSベースボールパーク番外編　みんなでホームイン!』にリニューアル。出演者をほぼ固定していた『番外編』から一転して、豊永・安藤をはじめ、2015年度ナイターオフ版『ホームイン』のレギュラー出演者などが毎回交互に出演する体制に移行した。『号外』の放送も「『番外編』の特別版」という扱いで継続したが、日曜日に放送する場合には、豊永に代わって市川いずみがアシスタントを担当。その一方で、ナイターオフ編成の『みんなでホームイン!』には増田がレギュラーで出演せず、2019年度以降は当番組も放送していない。

## 放送時間

### 『週刊ますだスポーツ』
- 2013年度（2013年10月10日 - 2014年3月27日） 毎週木曜日 17:54 - 20:50
  - 「茶屋町プレミアムナイト」の共通コーナー（「Today's Sports Topix」「MBSニュース」「お天気のお知らせ」など）を内包したほか、『夜ラジ』金曜日→『ナイターのあともラジオと決めちゃってます?』（2013年プロ野球シーズンの火 - 木曜日夜間に編成された『MBSタイガースライブ』のフィラー番組、以下『あとラジ』）木曜日に組み込まれていた「しあわせの雑学」（毎日放送東京支社ラジオスタジオからの生中継による近藤勝重のラジオコラム）を19時台の後半に放送していた。
  - 『MBSタイガースライブスペシャル』としてクライマックス・シリーズや日本シリーズのナイトゲームを中継する場合には、当番組を休止。番組内の「MBSニュース」「お天気のお知らせ」と、19時台後半の内包コーナー「しあわせの雑学」（後述）については、中継終了の直後から独立番組扱いで「しあわせの雑学」（10分間）→『麻田キョウヤのあ〜まだ木曜日』（通常は当番組の後枠で20:50 - 21:00に放送）→「MBSニュース」「お天気のお知らせ」（セットで5分間）の順に放送していた。
- 2014年度（2014年10月22日 - 2015年3月25日） 毎週水曜日 20:00 - 22:00
  - 「茶屋町プレミアムナイト」枠の再編によって、水曜日第2部の番組として放送。共通コーナーの放送枠を第1部（『松井愛のすこ〜し愛して♥』ナイターオフ編成版）へ移動させたり、前年度で「しあわせの雑学」の放送を終了させたりしたため、日本のプロ野球に関する話題や企画を全編にわたって放送できるようになった。その一方で、『MBSベースボールパークスペシャル』としてクライマックス・シリーズや日本シリーズのナイトゲームを中継する場合には、当番組を全編にわたって休止した。

### ナイターイン期間に放送する関連番組
- 2014年『MBSベースボールパーク番外編 月刊ますだスポーツ』
  - 『MBSベースボールパーク』ナイトゲーム中継本編の基本放送枠（17:54 - 21:00）で、ナイトゲームの開催を最初から予定していない平日に放送。初回放送は2014年6月5日であった。当初は毎月の放送を予定していたが、実際には7月24日（いずれも木曜日）に第2回を放送するだけにとどまった。
- 2015年『MBSベースボールパーク番外編 号外ますだスポーツ』
  - 前述の『月刊版』から放送枠を継承。2015年5月7日（木曜日）に初回を放送した。9月12日（土曜日）に第2回を放送したが、MBSラジオが阪神甲子園球場からの阪神対広島デーゲーム中継（13:55開始）を18:42まで延長した関係で、放送枠を急遽18:46 - 21:00に短縮した。
  - 第3回は、9月30日（水曜日）に放送された。増田は、通年でレギュラーを務める他局の生放送番組へ19:00まで出演していたため、19:47頃から登場。増田が登場するまでは、仙田・豊永に準レギュラーの太田幸司（毎日放送野球解説者）を加えた3名で、2015年シーズン限りでの現役引退を表明したNPBの著名選手（当日引退会見を開いた阪神の関本賢太郎など）を振り返る特集を放送していた。
  - 第4回は、ナイターオフ期間に入った11月3日（火曜日・文化の日）の16:15 - 18:00に「MBS1179秋まつり」第2部として、ゲストに関本賢太郎を迎えて放送した。増田・仙田・豊永は18:00からの『みんなでホームイン!』にも引き続き出演。安藤統男は『みんなでホームイン!』のみの出演だった。
- 2016年『MBSベースボールパーク番外編 号外ますだスポーツ』
  - 6月12日（日曜日）の17:59 - 21:00に、増田・仙田・八木裕（毎日放送野球解説者）・市川いずみの出演で第1回を放送。
  - 9月22日（木曜日・秋分の日）の17:54 - 21:00に、増田・仙田・藪恵壹（MBSラジオ野球解説者）・豊永の出演で第2回を放送した。豊永は、当番組の前に広島対阪神デーゲーム中継（14:00開始）のスタジオアシスタント、当番組の直後に『豊永真琴のベースボールパークEXトラ!』（21:00 - 21:50）2016年度分最終回のパーソナリティを担当。結果として、延べ8時間にわたってMBSラジオの生放送番組に出演した。
  - ナイターオフ期間の11月3日（木曜日・文化の日）には、「MBSラジオ秋まつり」第2部として、16:10 - 18:00に第3回を放送。増田・仙田・八木・豊永が毎日放送本社のラジオスタジオから、狩野恵輔（当時は阪神外野手）・松本秀夫（当時はニッポン放送アナウンサー）・大澤広樹（東海ラジオアナウンサー）[1] が電話でそれぞれ出演した。
  - 12月30日（金曜日）には、10:30 - 16:30に放送された年末特別番組『MBSベースボールパーク みんなでスポーツ総決算!』の最終パート（14:45以降）に当番組を編入。2015年度のレギュラーだった増田・安藤・仙田・豊永が、およそ1年振りに共演した。
- 2017年『号外ますだスポーツ』
  - 5月4日（木曜日・みどりの日）の17:45 - 21:00に第1回を放送。増田・仙田・安藤・豊永がスタジオから、前年途中まで中日ドラゴンズの監督だった谷繁元信（ニッポン放送・フジテレビの解説者およびMBSラジオ・MBSテレビのゲスト解説者[2]）が電話で出演した。
  - 6月期の「MBSラジオ　スペシャルウィーク」最終日に当たる18日（日曜日）の17:59 - 21:00には、『戦え!スポーツ内閣』（増田が「with Tigers大臣」として随時出演しているMBSテレビのスポーツ討論バラエティ番組）とのコラボレーションによる特別番組『MBSベースボールパーク番外編　号外!スポーツ内閣』を放送。当番組から増田・仙田・市川が出演した。
  - 12月29日（金曜日）には、年末特別番組『2017スポーツ総決算　来年は1位じゃなきゃダメなんですスペシャル』（10:30 - 16:00）内の1コーナーとして後半に生放送。増田・仙田・安藤・豊永が出演した。
- 2018年『号外ますだスポーツ』
  - 5月3日（木曜日・憲法記念日）の17:54 - 21:00に放送。増田・仙田・豊永に加えて、前年限りで現役を引退した狩野が、『MBSベースボールパーク』のフィールドキャスターとして初めてスタジオに出演した[3]。ただし、年末特別番組（12月30日放送の『ハンパなかったスポーツ界2018　来年もだよねそだねースペシャル!』）への内包が見送られたため、年内の放送は1回にとどまった。
- 2019年以降は、ナイターオフ期間を含めて当番組を放送せず、増田は「ますだスポーツ」名義以外の『番外編』にも出演していない。

## レギュラー出演者
◎：出演時点で毎日放送のアナウンサー
- パーソナリティ：増田英彦（ますだおかだ）
  - 『夜ラジ』時代と同じく、『週刊版』では、通年でレギュラーを務める在阪他局の生放送番組[4] の出演を終えてから当番組に臨む。
  - 2013年度『週刊版』放送終了翌日（2014年3月28日）には、MBSラジオの2014年プロ野球開幕戦中継（東京ドームの読売ジャイアンツ対阪神戦、『MBSベースボールパーク』というタイトルでは初めてのプロ野球公式戦中継）にゲストで出演した。この出演を機に、2014年度からは、『MBSベースボールパーク』の阪神戦中継にレギュラーゲストとして随時登場。登場の際には、「浪花のベースボールキッズ」というキャッチフレーズ（2013年度『週刊版』最終放送での公募で決定）を用いている。
- パートナー：仙田和吉◎
  - 『夜ラジ』木曜日では、スポーツキャスターとして増田と共演。「増田英彦のDJタイガースライブ」（『番外編』からのスピンオフ企画）として放送した2013年9月23日の『MBSタイガースライブ』・タイガース対東京ヤクルトスワローズデーゲーム中継（阪神甲子園球場）では、「DJ」として実況などに挑戦した増田を「AJ（アシスタント・ジョッキー）」という役割で補佐した。なお、増田がゲストで登場する『MBSベースボールパーク』の開幕戦中継（前述）では、阪神側のベンチリポートを担当している。
  - 「茶屋町プレミアムナイト」枠の「Today's Sports Topix」については、2013年度・2014年度とも担当していない（ただし2013年度は項目読み上げ担当が仙田と石橋雅子で、名目上の担当者である近藤亨が「データマン」としてサポートする形だった）。

### 2013年度のみ
- アシスタント：石橋雅子
- ニュースキャスター：水野晶子◎
- スポーツキャスター（データマン）：近藤亨◎
  - 「Today's Sports Topix」にのみ出演。増田がゲストで登場する『MBSベースボールパーク』の開幕戦中継（前述）では、実況を担当した。
- 「しあわせの雑学」パーソナリティ：近藤勝重（毎日新聞東京本社・専門編集委員）

この他にも、太田・安藤・一枝修平・遠山奬志・亀山つとむ・今岡誠・藪恵壹（いずれも毎日放送の野球解説者）のうち、週替わりで1名が全編に出演。日本シリーズが終了するまでは、当番組へ出演する解説者が、「ノムラで withタイガース」（前枠の生ワイド番組『ノムラでノムラだ♪ EXトラ!』でプロ野球シーズンの17時台後半に放送される『MBSタイガースライブ』の前座コーナー）にも登場していた。
ちなみに、藪は2013年度の最終放送に出演。『MBSベースボールパーク』へ出演する解説者でただ1人、中継で紹介するためのキャッチフレーズが決まっていなかったため、増田と共にリスナーからキャッチフレーズを募集した。その結果、「型破りの本格派」というフレーズが採用された。
また、水野は「MBSニュース」を担当した直後に、「しあわせの雑学」で近藤勝重の聞き手を務めていた。その一方で、増田・仙田・石橋および解説者は、「MBSニュース」「しあわせの雑学」の本編に登場していない。

### 2014年度以降
- アシスタント：豊永真琴（『月刊版』から担当、2015年度以降は『号外』にも出演）

『週刊版』には、2013年度に続いて、毎日放送の野球解説者が週替わりで登場。2014年度の『月刊版』には、当時MBSラジオの解説者だった阪神OBの藤本敦士（2015年から同球団に二軍守備走塁コーチとして復帰）がレギュラーで出演していた。

## 主なコーナー・番組構成
☆：2015年度のナイターオフ期間に『みんなでホームイン!』の火曜日で継続。
- 「トラトラ生電話」（主に『週刊版』で放送）☆
  - 阪神の現役選手または関係者に対して、増田が放送中にスタジオからの電話でインタビューを実施する。増田が「お名前をどうぞ」という一言で、自己紹介を促すことが特徴。
  - 2013年のシーズン終了後に現役引退を表明したばかりの桜井広大（元・阪神→香川オリーブガイナーズ外野手）を、同年11月21日放送分の『週刊版』に登場させるなど、阪神のOBが登場することもある。その一方で、放送回によっては、他球団出身でMBS以外のラジオ局と契約中の解説者が出演する[5]。2015年の『号外』第2回（9月12日放送分）では、増田と平田勝男（阪神一軍ヘッドコーチ、元・毎日放送野球解説者）による対談の音源（同月8日の阪神対巨人戦の試合前に阪神甲子園球場で収録[6]）を特別に放送した。

以下のコーナーはいずれも、2014年度の『月刊版』『週刊版』で放送。
- 「今週のタイガース&プロ野球」
  - オープニングの直後から放送。放送日の直近に報じられた日本プロ野球関連のニュースから、主な話題を仙田がヘッドライン形式で伝えるとともに、出演者のトークやリスナーからのメッセージを通じて阪神関連の話題を深く掘り下げる。
  - 『週刊版』では、上記の話題に関する「街の御意見番」（阪神に一家言を持つ2～3名の通行人）への街頭インタビューの音源を、コーナーの途中に放送。仙田は、このインタビューを収録するため、放送週の火曜日を中心に、阪神を含むプロ野球ファンの集まりやすい場所（尼崎中央・三和・出屋敷商店街や甲子園歴史館など）へ赴いている。なお、2016年度の『ホームイン』では、「仙田和吉のスポーツのアナ」（仙田が出演する木曜日のアナウンサー企画コーナー）でこの企画を続けている。
- 「野球女子・豊永真琴の勝手にベスト3」
  - 毎回テーマ（○○）を変えながら、豊永が自身の独断で決めた「○○したいプロ野球選手ベスト3」を発表。最後に、当日出演の解説者によるくじ引きで、次回放送分のテーマを発表する。ただし、『週刊版』では、他のコーナーとの兼ね合いで放送されないことがある。

### リスナー投稿企画
- 「タイガース猛虎かるた　シーズン2」（2013年度『週刊版』で放送）
  - 『夜ラジ』木曜日に続いて、当番組の最終回（2014年3月末）までに番組オリジナルの「タイガース猛虎かるた」（2013年度版）をあいうえお順で完成させることを目標に、タイガースの選手・OB・歴史・出来事に関する雑学を交えた5・7・5調の文言をリスナーから募集。当日の放送中までに寄せられた文言から、増田が自ら厳選した文言を30分にわたって紹介する。最後に、紹介した文言から1首を増田が「MVP」に選定。当日出演の解説者の抽選によって、次回のお題（頭文字）を決める。当初は20:20頃から放送されていた。なお、『番外編』で放送していた「タイガース猛虎かるた2013」で「MVP」に選ばれた6首については、あらかじめ2013年度版の「タイガース猛虎かるた」に入れている。
  - 2013年12月19日放送分からは、『夜ラジ』時代の後期（同年1・2月）と同様に、前述の目標を確実に達成すべく1回の放送で2文字分の文言を募集。18時台の後半（「トラトラ生電話」の直後）とこの時間帯で、1文字ずつ文言を紹介するようになった。さらに、2014年1月2日の放送では、新春特別企画として4文字分の文言を取り上げた。
  - タイトルが「猛虎かるた」であるにもかかわらず、増田は『夜ラジ』時代から、阪神とは直接関係のないレギュラー陣・解説者関連の文言を毎回必ず数首紹介している。当番組で放送されるようになってからは、石橋のキャラクターにちなんだ文言を「オチ」に使う場合が多かった。その場合には、MBSラジオの他番組でも多用されている色っぽいSEを特別に流している。
  - 2013年度最終回前週の放送（2014年3月21日）で、「猛虎かるた」を完成させた（最後に取り上げたお題は「こ」）。当番組では、完成を機に、全ての文言を織り込んだ「『タイガース猛虎かるた』特製手ぬぐい」を製作。同月27日の最終放送では、投稿した文言が「かるた」に採用されたリスナー全員に加えて、それ以外のリスナーからも抽選で30名に手ぬぐいを進呈した。
- 「しりとりタイガース」（2014年度のみ、『月刊版』→『週刊版』で放送）
  - 「タイガース猛虎かるた」の趣旨を踏襲したリスナー投稿企画で、1回の放送につき、1つの頭文字を「お題」として提示。出演者のキャラクターや発言など、阪神に直接関係のない文言も、終盤にまとめて紹介した。
  - 関岡香（毎日放送アナウンサー）の歌唱による『こぶたぬきつねこ』（作詞・作曲：山本直純）の替え歌を、オープニングで流すことが特徴。この替え歌では、歌詞の一節に阪神OB（田淵幸一、近田豊年、ダーウィン・クビアン）の名前を入れている。
  - 当コーナーで文言を紹介されたリスナーには「withタイガース　らいよんチャンステッカー」（2014年度版）、増田が「大賞」に選んだ文言を投稿したリスナーには、「『タイガース猛虎かるた』特製手ぬぐい」を進呈。しりとり形式で投稿を募集する関係で、「大賞」に選ばれた文言の末尾の文字が、次回募集分の「お題」になっていた。そのため、複数の放送回で「お題」が重複する場合には、放送回ごとに「大賞」を選んでいる。
  - 2014年度の『週刊版』では、「大賞」に選ばれた文言と投稿者のラジオネームを入れた番組特製のバンダナを製作。最終放送では、投稿者全員に加えて、希望するリスナーから抽選で進呈した。ちなみに、この回の放送への投稿には、「文言を『ず』で始めて『ん』で終わらせる」という条件を設けていた。
- 「かえうタイガース」（2015年度のみ、『号外』→　『みんなでホームイン』火曜日で放送）☆
  - リスナー投稿企画の第3弾で、放送時期に見合った童謡を「課題曲」に指定。阪神にちなんだ内容に変えた歌詞をリスナーから募集したうえで、生放送中に増田がその一部を歌っていた。
  - 当初は、『みんなでホームイン!』の放送期間終了（2016年3月）を機に、最優秀作品をまとめたCDを製作することを予定していた。しかし、著作権などとの兼ね合いで製作を断念。結局、最優秀作品の歌詞を織り込んだカレンダー付きポスターを製作したうえで、最優秀作品を投稿したリスナー全員に進呈した。
- 「阪神広辞苑」（2016年度以降の『号外』および『号外!スポーツ内閣』で放送）
  - アルファベット3文字の著名な略称（MBS・ODA・GDPなど）から1つを「お題」として、その略称に込められた意味を、阪神の選手・話題にちなんだ言葉で『広辞苑』さながらに読み替える架空の解説企画。

### 2013年度のタイムテーブル
時刻は目安で、「 」内は放送上のコーナータイトル。放送週によっては、19時台および20時台前半に放送されるコーナーの放送順を入れ替えることがあった。

◎=「茶屋町プレミアムナイト」枠の共通コーナー（詳細は茶屋町プレミアムナイト#共通コーナーを参照）
17・18時台
- 17:54 オープニング→「Today's Sports Topix」◎
  - 『ノムラでノムラだ♪ EXトラ!』からステブレレスでスタート。「茶屋町プレミアムナイト」の他番組と違って、増田がタイトルコールを叫んだ直後から、仙田・石橋が「Today's Sports Topix」のヘッドラインを読み上げ。その後で、仙田が当日の出演者を紹介する。ヘッドラインの最後で、当日のトピックスに関係なく、著名な野球関係者の私生活に関する意外なエピソードを取り上げることが特徴。
  - 「Today's Sports Topix」では、スポーツキャスターの近藤亨が、「データマン」という肩書で出演。最新のタイガース情報やスポーツニュースを3項目伝えるかたわら、増田・仙田および当日出演の解説者と共に、タイガース・プロ野球・スポーツに関するマニアックなトークを展開した。また、そのトークを通じて増田が疑問に思ったことをテーマに、リスナーから随時電子メールやFAXで意見を募集。その一部を放送中に紹介する。
  - 2013年12月12日放送分には、同年に高卒1年目ながら一軍公式戦で10勝を挙げた藤浪晋太郎（タイガース投手）が、当コーナーのスペシャルゲストとしてスタジオへ出演。タイガース春季キャンプ中の2014年2月13日放送分では、キャンプ地・沖縄県宜野座村からの生中継で、藤浪と金本知憲（MBSラジオ野球解説者）による対談を放送した。ちなみに、藤浪を取り上げた2014年4月12日放送分の『情熱大陸』（MBSテレビ）では、藤浪への密着取材の一環として出演時の映像が紹介されている。
- 18:20「しゃかりきラジオ営業マン　ビックムーン大月のマル得プレミアム情報」◎
- 18:35「トラトラ生電話」（前述）

19時台
- 19:00「石橋雅子のね・ら・い・う・ち」
  - プロ野球をはじめ、スポーツを支えるさまざまな現場を石橋が事前に取材。その成果をスタジオで報告したうえで、「ねらいうち川柳」と称する自作の川柳で感想や結論を詠んだ。
  - タイトルは、石橋が学生時代に射撃競技の選手として活動していたことにちなむ。また、他の企画との兼ね合いで、20時台の前半に放送されることもあった。なお、2013年度は、最終放送の前週（2014年3月20日）に当コーナーを終了した。
- 19:20「私の登場曲」
  - リスナーが参加できるリクエストコーナーで、「タイガース（またはオリックス・バファローズの選手）の選手として甲子園球場（または京セラドーム大阪）での試合に出場する」という想定の下に、その状況で登場曲として流して欲しい楽曲を募集。放送では、石橋がウグイス嬢（または増田がスタジアムDJ）の口調で選手紹介風のアナウンスを添えながら、番組に寄せられたリクエストから1曲を流した。通常のリクエスト番組・コーナーと違って、「登場曲」として流して欲しい楽曲の頭出し・パートや、石橋・増田によるアナウンスの内容・口調をリスナーが細かく指定できることが特徴。
- 19:35「MBSニュース」◎
- 19:45「しあわせの雑学」
  - 当コーナーのみ大塚製薬が提供。石橋がコーナータイトルと提供クレジットを読み上げてから、毎日放送東京支社のラジオスタジオで待機している近藤勝重が、中継回線を通じて大阪本社スタジオの水野に話し掛ける。なお水野は、当コーナーの冒頭で、改めて「毎日放送アナウンサーの水野晶子です」と名乗っていた。
  - MBSラジオでは、『はやみみラジオ!水野晶子です』の放送開始（2005年4月4日）以来、ラジオ報道部が制作に携わった代々の生ワイド番組で当コーナーの放送を続けてきた。しかし、当番組の2013年度放送の終了を機に、9年間の歴史に終止符を打った。
- 19:50 「タイガース猛虎かるた　シーズン2」（前述）

20時台
- 20:20「今週のますだスコープ」
  - 放送日までの1週間のスポーツの話題から、増田が気になったテーマを、深く掘り下げながら語る。当初は、18時台の後半に放送されていた。
  - テーマによっては、新旧のアスリートや有識者・関係者をゲストに迎えることもある。第1回では、放送日の49年前（1964年）に東京オリンピックが開幕したことにちなんで、朝原宣治（元陸上競技選手、北京オリンピック陸上男子4×100mリレー銅メダリスト）がスタジオに出演した。
- 20:35『あさひるばん ビギニング』（文化放送制作のラジオドラマ、当番組での放送日は2013年11月14日・11月21日・11月28日・12月5日・12月12日）◎
- 20:40「お天気のお知らせ」◎
  - 当番組では、石橋が原稿を読んでいた。
- 20:42 エンディング